# Vladimir Vinnichevsky
Vladimir Georgievich Vinnichevsky (en ruso: Влади́мир Гео́ргиевич Винниче́вский; 8 de junio de 1923 - 11 de noviembre de 1940), conocido como El monstruo de los Urales (en ruso: Уральское чудовище), fue el asesino en serie soviético más joven conocido.
Fue condenado por dieciocho ataques a niños de entre dos y cuatro años entre 1938 y 1939 en Sverdlovsk, Nizhny Tagil y Kushva. Ocho de estos ataques resultaron en asesinato.
El 16 de enero de 1940, Vinnichevsky fue condenado a muerte y ejecutado varios meses después.

## Primeros años
Vladimir Vinnichevsky nació en julio de 1923. Su padre, Georgy Ivanovich, trabajaba como jefe de equipo en los servicios públicos municipales de Sverdlovsk, y su madre, Elizaveta Petrovna, era contable. La familia vivía en una casa particular independiente en el centro de Sverdlovsk. La familia Vinnichevsky era considerada rica según los estándares soviéticos de la época: Vladimir tenía un traje, un casco de tanque, una navaja suiza y zapatos de cuero. También le habían dado dinero de bolsillo: en el momento de su arresto se encontró que tenía más de 20 rublos, lo que constituía el salario de dos días de un trabajador soviético medio en aquella época. Vinnichevsky estudió en la Escuela Nº 16 de Sverdlovsk, en el 7º grado "B". Debido a su bajo rendimiento escolar, una vez tuvo que repetir un grado. Al mismo tiempo, sin embargo, cantaba bien y sabía muchas canciones de memoria.
Vinnichevsky mantenía relaciones amistosas con Ernst Neizvestny, quien más tarde se convertiría en un famoso escultor. Neizvestny y Vinnichevsky estaban en el mismo año de escolaridad (Vinnichevsky era dos años mayor que Neizvestny, pero fue a la escuela un año mayor y repitió un grado). Los adolescentes vivían cerca unos de otros. Juntos asistieron a la escuela, al cine y al Teatro de Comedia Musical de Sverdlovsk. Vinnichevsky visitaba a menudo el apartamento de Neizvestny. Durante un interrogatorio el 17 de noviembre de 1939, Ernst Neizvestny describió a Vinnichevsky con las siguientes palabras: 
 
Puedo decir que era un chico muy humilde, tímido, le encantaba estar solo, a menudo en la escuela estaba en algún rincón o de pie junto a la pared. Estando con él, yo hablaba de chicas, y él siempre hablaba de ellas con cierta repugnancia y decía que no le gustaría tener relaciones sexuales y que nunca las había tenido... Personalmente, a menudo me daba cuenta de que él, iba al baño y se quedaba allí durante mucho tiempo, lo que hacía allí, no lo sé.

## Asesinatos

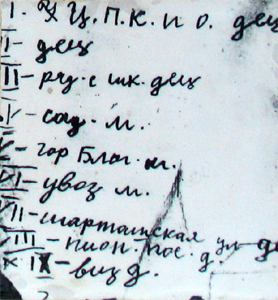
Lista de víctimas con información cifrada que conduce a Vinnichevsky

No se sabe cuándo Vinnichevsky cometió su primer asesinato, ya que los investigadores no pudieron encontrar a los familiares de las primeras víctimas, sobre las que Vinnichevsky dio testimonio. Para cometer sus crímenes, Vinnichevsky recorría los patios diciendo que estaba bajo las órdenes de la organización Komsomol para los escuadrones pioneros patrocinados que recolectaban chatarra y, por lo tanto, recorría los vecindarios, averiguando qué residentes tenían chatarra.
El primer asesinato (o más precisamente, el tercero, ya que no hay información sobre los asesinatos anteriores) fue el de Gerta Grebanova, de 4 años, cometido en el verano o principios del otoño de 1938 en Sverdlovsk. Vinnichevsky entró en el patio de la casa particular donde vivían los Gribanov, llevó a la niña al huerto, donde la estranguló y luego le golpeó la cabeza 8 veces con un cuchillo de cocina, rompiéndola y dejando una astilla en el cráneo de la víctima. Más tarde se deshizo del cuchillo roto y utilizó un destornillador y una navaja plegable en asesinatos posteriores.

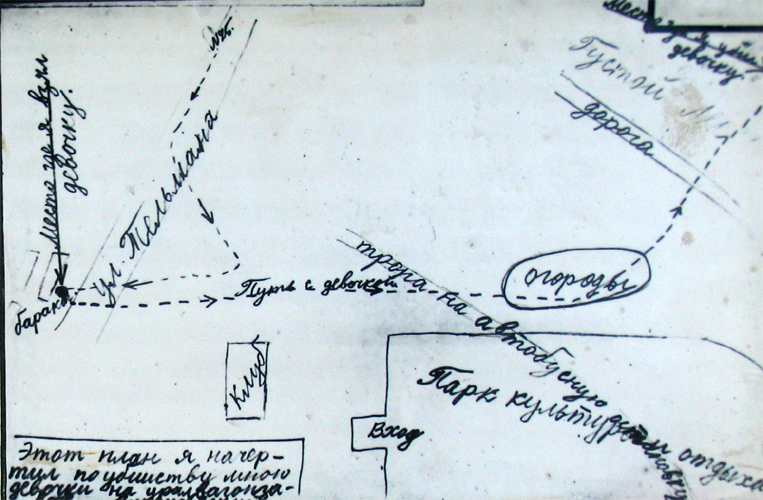
Mapa del secuestro y asesinato de la niña Rita Fomina en Nizhny Tagil (material del caso)

Aunque Vinnichevsky cometió la mayoría de los ataques en Sverdlovsk, realizó viajes a otras ciudades del óblast de Sverdlovsk para confundir la investigación: un ataque fue cometido en Nizhny Tagil y otro en Kushva. Atacó tanto a niños como a niñas. El motivo del ataque fue un acto sexual con la víctima. Al principio, Vinnichevsky intentó realizar un acto sexual "natural" con las víctimas femeninas, pero estaba convencido de que, debido a limitaciones anatómicas, esto no podía hacerse. Luego comenzó a practicar sexo anal, y en algunos casos (generalmente en la estación fría) se limitaba a frotarse los genitales. Después del acto, Vinnichevsky estrangulaba a su víctima y, a veces, la apuñalaba hasta matarla.
El asesinato de Gerta Gribanova proporcionó evidencias a los investigadores, ya que en el cráneo de la niña había un trozo de cuchillo clavado. El cuerpo de la niña fue decapitado por las autoridades investigadoras: el cráneo fue dejado como evidencia y el resto fue entregado a los padres de la niña para su entierro. Se suponía que el asesino utilizaría el mismo cuchillo de cocina que acabó con la vida de Gribanova, pero más tarde esta suposición resultó ser falsa.
La quinta víctima de Vinnichevsky fue un niño que, probablemente, sobrevivió, pero no pudo ser encontrado. Luego, el asesino le propuso a Borya Titov, de 4 años, ir a pasear en trineo con él, lo llevó a un terreno baldío y lo atacó después de un ventisquero. Aunque Vinnichevsky prudentemente se llevó al niño consigo, el niño fue rescatado y más tarde contó a los investigadores sobre el asesino.
La séptima víctima fue Kate Lobanova, de 3 años, en Kushva. La niña fue asesinada y su cuerpo fue luego arrojado a un pantano para ocultar el olor a degradación.
En Sverdlovsk, Vinnichevsky comenzó a practicar el secuestro de niños y su asesinato en los macizos forestales de las afueras, donde los cuerpos eran cubiertos con ramas. Así murieron Lida Surina, de 4 años, y Valya Kamaeva, de 3, en la primavera de 1939. Más tarde fue secuestrada Alya Gubina, de 3 años, a quien Vinnichevsky violó, tras lo cual la apuñaló varias veces con un cuchillo, dejándole una herida de 25 centímetros. Después de eso, arrojó a la niña, pero ella sobrevivió y huyó rápidamente. Al mismo tiempo, Vinnichevsky no llevó al niño más allá de 1 a kilómetros del lugar donde la recogió. Mató no sólo en las afueras, sino también cerca de su casa en la calle Mamin-Sibiryak, donde secuestró a dos niños.
La última víctima, Taisia Morozov, de 4 años, después de matarla, Vinnichevsky arrojó su cuerpo a un pozo negro y colocó su ropa en el jardín delantero del edificio de apartamentos, con la esperanza de que allí buscaran los restos de la niña.
Las víctimas heridas de los ataques de Vinnichevsky, que fueron arrojadas a pozos negros, prácticamente no tenían posibilidad de escapar, incluso aunque estuvieran vivas. Sin embargo, Raya Rahmatulina, de 4 años, arrojada por Vinnichevsky a un pozo negro, se despertó y comenzó a gritar, alertando a los transeúntes que la rescataron.

## Detención
Al departamento de investigación criminal de Sverdlovsk le resultó difícil investigar los casos de secuestro de niños. Los secuestros fueron muy diferentes, desde los distintos lugares hasta el distinto destino de los cuerpos. Además, los niños sobrevivientes no pudieron dar una descripción clara del secuestrador. Finalmente, los padres de algunas de las víctimas no presentaron denuncia ante la policía. Al mismo tiempo, los investigadores hicieron varias suposiciones erróneas sobre la identidad del asesino. Todo el mundo estaba seguro de que el asesino había sido condenado anteriormente y, supuestamente, por delitos contra la inviolabilidad sexual de la persona. Se supuso que el asesino tenía entre 20 y 25 años y parecía un adolescente. Según una teoría, el asesino era un enfermo mental o simplemente un degenerado. Sólo en el verano de 1939 se lograron unir todos los casos conocidos en uno solo; sin embargo, los atentados de Nizhny Tagil y Kushva no estaban relacionados con los asesinatos de Sverdlovsk. En 1939, Sverdlovsk se vio inundada de patrullas policiales ocultas y más de 300 personas fueron arrestadas.
El 24 de octubre de 1939, durante la comisión de los crímenes, Vinnichevsky fue detenido por tres cadetes de la escuela secundaria de policía llamados Popov, Angelov y Krylov. Mientras patrullaban en la parada del tranvía en Verkhnyaya Pyshma, los cadetes notaron a un hombre alto que llevaba a un niño pequeño hacia el bosque. Vinnichevsky había secuestrado a Vycheslav Volkov, de 3 años, a quien su madre abandonó durante unos minutos en la entrada de la casa familiar. El asesino agarró rápidamente al niño y se subió al tranvía para alejarse de sus perseguidores. Los cadetes siguieron al adolescente y lo encontraron en el momento en que Vinnichevsky estaba estrangulando al niño. Vyacheslav fue rescatado y Vinnichevsky fue detenido.
Mientras la bufanda de Vycheslav cubría su cuello, Vinnichevsky tuvo que desabrocharle la camisa y comenzar a estrangular a Vycheslav, dejándole raspones de piel bien visibles en sus uñas. Esto privó a Vinnichevsky de la oportunidad de elaborar una versión exculpatoria de sus acciones, como: "Quería arreglar la bufanda del niño" o "aflojar el botón del cuello de su camisa".

## Juicio, sentencia y ejecución
Durante la investigación, Vinnichevsky confesó los asesinatos, revelando que había registrado todos los asesinatos en papel, cifrando el texto.
Los padres de Vinnichevsky llevaron esta declaración al periódico regional titulado "El Trabajador del Ural":
 
Nosotros, los padres, renunciamos a tal hijo y exigimos que se le aplique una medida suprema: el fusilamiento. Tales bastardos no pueden vivir en la familia soviética.
Original en Ruso: <<Мы, родители, отрекаемся от такого сына и требуем применить к нему высшую меру — расстрел. Таким выродкам в советской семье жизни быть не может.>>
1 de noviembre de 1939 12 de la tarde
El doctor en jurisprudencia A. S. Skryalin destaca que el proceso contra Vinnichevsky se celebró cuando la legislación soviética preveía la pena de muerte para los menores de 12 años. El Comisario del Pueblo para la Defensa, Kliment Voroshilov, el 19 de marzo de 1935, envió a Stalin, Molotov y Kalinin una carta con una propuesta para introducir la pena de muerte para los niños, señalando las estadísticas de delincuencia infantil en Moscú y, en particular, la herida a un hijo del fiscal adjunto de la capital soviética por un niño de 9 años. Voroshilov conocía bien a Stalin durante la batalla de Tsaritsyn. La carta dio rápidamente el resultado en forma de acto jurídico normativo. El 8 de abril de 1935 se promulgó una resolución conjunta de la CEC y el Consejo de Comisarios del Pueblo de la URSS "sobre medidas para combatir la delincuencia juvenil", que preveía la imposición de la pena de muerte a partir de los 12 años. Esto era conocido en el extranjero. El famoso escritor Romain Rolland, en una conversación con Stalin el 28 de junio de 1935, cuestionó la humanidad de tal medida. Stalin le respondió:

Este decreto tiene un significado puramente pedagógico. Queríamos asustar no tanto a los niños gamberros como a los organizadores del gamberrismo entre los niños ... El decreto fue emitido con el fin de asustar y desorganizar a los bandidos adultos y proteger a nuestros niños de los gamberros ... ¿Y podríamos dar una explicación en el sentido de que este decreto lo publicamos con fines pedagógicos, para prevenir delitos, para intimidar a elementos criminales? Por supuesto, no podría, porque en este caso la ley perdería todo su poder a los ojos de los delincuentes.

El 20 de abril de 1935 está fechada la circular de alto secreto de la Fiscalía de la URSS y del Tribunal Supremo de la URSS nº 1/001537-30/002517, firmada por el fiscal de la URSS Andrei Vyshinsky y el presidente del Tribunal Supremo de la URSS Vinokurov. La Circular explica a Fiscalías y Juzgados la Resolución “Sobre medidas de lucha contra la delincuencia entre menores”:
 
... es necesario tener en cuenta la indicación de la nota a pie de página del art. 13 de los «Principios Básicos de la Legislación Penal de la URSS y de las Repúblicas de la Unión» y los artículos pertinentes de los Códigos Penales de las Repúblicas de la Unión (artículo 22 del Código Penal de la RSFSR y los artículos correspondientes del Código Penal de otras repúblicas de la Unión), según los cuales no se aplica la ejecución a menores de 18 años.
Así, la Fiscalía de la URSS y el Tribunal Supremo de la URSS prácticamente abolieron el artículo 22 del Código Penal, que abolía explícitamente la ejecución de personas menores de 18 años. El 2 de enero de 1936, la Resolución del Pleno del Tribunal Supremo de la URSS indicó que si las personas que han cumplido 12 años cometen delitos no enumerados en el artículo 12, pero relacionados con la violencia, lesiones corporales, mutilación o asesinato, son responsables de conformidad con el artículo correspondiente del Código Penal.
La circular secreta nº 1/001537 - 30/002517 también prescribía (según la propuesta) que las autoridades judiciales y los tribunales informaran al Fiscal de la URSS y al Presidente del Tribunal Supremo de la URSS "sobre todos los casos de procesos penales de delincuentes juveniles en los que sea posible aplicar la pena de muerte".
El 16 de enero de 1940, Vinnichevsky fue condenado a muerte por el tribunal soviético. El condenado presentó una solicitud de indulto, en la que afirmó que estaba dispuesto a obtener el perdón en la batalla y expresó su deseo de convertirse en tanquista, ya que en ese momento la URSS estaba en guerra con Finlandia. Se le negó la clemencia y fue ejecutado.

## Lugar de enterramiento
En la URSS, los cuerpos de los ejecutados no eran entregados a sus familiares para su entierro, sino que eran enterrados en lugares secretos especiales. Vinnichevsky fue enterrado probablemente a los 12 años. km de la zona de Moscú. Este es el único lugar de enterramiento conocido en la región de Sverdlovsk, donde fueron enterrados los cuerpos de los ejecutados en la década de 1930. Estos cuerpos no fueron divididos en función del motivo por el cual fueron fusilados, por lo tanto, todos fueron enterrados en una fosa común, tanto los ejecutados por razones políticas como los acusados de delitos criminales, como Vinnichevsky. En la década de 1990, el lugar de enterramiento se convirtió en un complejo conmemorativo de las víctimas de las represalias de los años 1920-1950. El 20 de noviembre de 2017, en este complejo se inauguró un monumento titulado "Máscaras del dolor: Europa-Asia", obra de un amigo de Vinnichevsky, Ernst Neizvestny.

## Expedientes de Vinnichevsky y publicaciones sobre él
La causa penal de Vinnichevsky es el número 434. Según los Archivos Estatales de la Región de Sverdlovsk, el archivo contiene cuatro volúmenes del caso penal contra Vladimir Georgievich Vinnichevsky, examinado por el Tribunal Regional de Sverdlovsk en 1940. Se encuentran en el fondo de los Archivos Estatales de la Región de Sverdlovsk R-148 "Tribunal Regional de Sverdlovsk" (Inventario 2). En un medio de comunicación en el verano de 2017 apareció información de que los materiales del proceso penal contra Vinnichevsky habían sido mantenidos en secreto durante más de 70 años. Sin embargo, según la respuesta de los Archivos Estatales de la Región de Sverdlovsk del 16 de marzo de 2018, el caso Vinnichevsky fue archivado en 1991 y desde entonces está disponible gratuitamente.
En enero de 2018, A. Rakitin publicó un libro de dos volúmenes dedicado a Vinnichevsky, titulado: "El monstruo de los Urales: Crónica de la exposición del asesino en serie más misterioso de la Unión Soviética". En este libro, el autor propuso una versión de que Vinnichevsky tenía un cómplice.

## Literatura
- A. Rakitin: El socialismo no genera delincuencia. Delitos en serie en la URSS: análisis histórico y forense - Ekaterimburgo, M.: El Científico del Gabinete, 2016 - 528 p., ISBN 978-5-7525-3028-9.
- A. Rakitin: El monstruo de los Urales. (enlace roto disponible en Internet Archive; véase el historial, la primera versión y la última). La crónica de la exposición del asesino en serie más misterioso de la Unión Soviética. (enlace roto disponible en Internet Archive; véase el historial, la primera versión y la última). Libro I (enlace roto disponible en Internet Archive; véase el historial, la primera versión y la última). ISBN 978-5-4490-2254-7.
- A. Rakitin: El monstruo de los Urales. (enlace roto disponible en Internet Archive; véase el historial, la primera versión y la última). La crónica de la exposición del asesino en serie más misterioso de la Unión Soviética. (enlace roto disponible en Internet Archive; véase el historial, la primera versión y la última). Libro II (enlace roto disponible en Internet Archive; véase el historial, la primera versión y la última). ISBN 978-5-4490-2254-7.

- Datos: Q32362541